# 約翰·雷基
約翰·戴倫·雷基（John Derran Lackey，1978年10月23日—）出生於美國德州的阿比臨（Abilene），曾為洛杉磯安那罕天使及波士頓紅襪、聖路易紅雀效力過，目前是美國職棒大聯盟芝加哥小熊的先發投手。福斯運動網（Fox Sport）的主播雷克斯·哈德勒幫這位六呎六吋（約198公分）的天使投手取了一個綽號：大隻佬約翰（Big John）。

## 早期生活
他在阿比臨高中（Abilene High School）打美式足球、棒球、籃球，並贏得全區的第一隊的榮耀（winning all-district first team honors）。他在德州大學阿靈頓分校（ University of Texas at Arlington）打了一個球季的棒球，他擔任一壘手的工作，有的時候也兼差上場擔任後援投手的工作。他是1999年二年制大學世界冠軍（Junior College World Series Champion），位於德州丹尼森（Denison）的格雷森郡大學（Grayson County College）的一員，留下了10勝3敗，防禦率4.23的成績。

## 職業生涯

### 洛杉磯天使

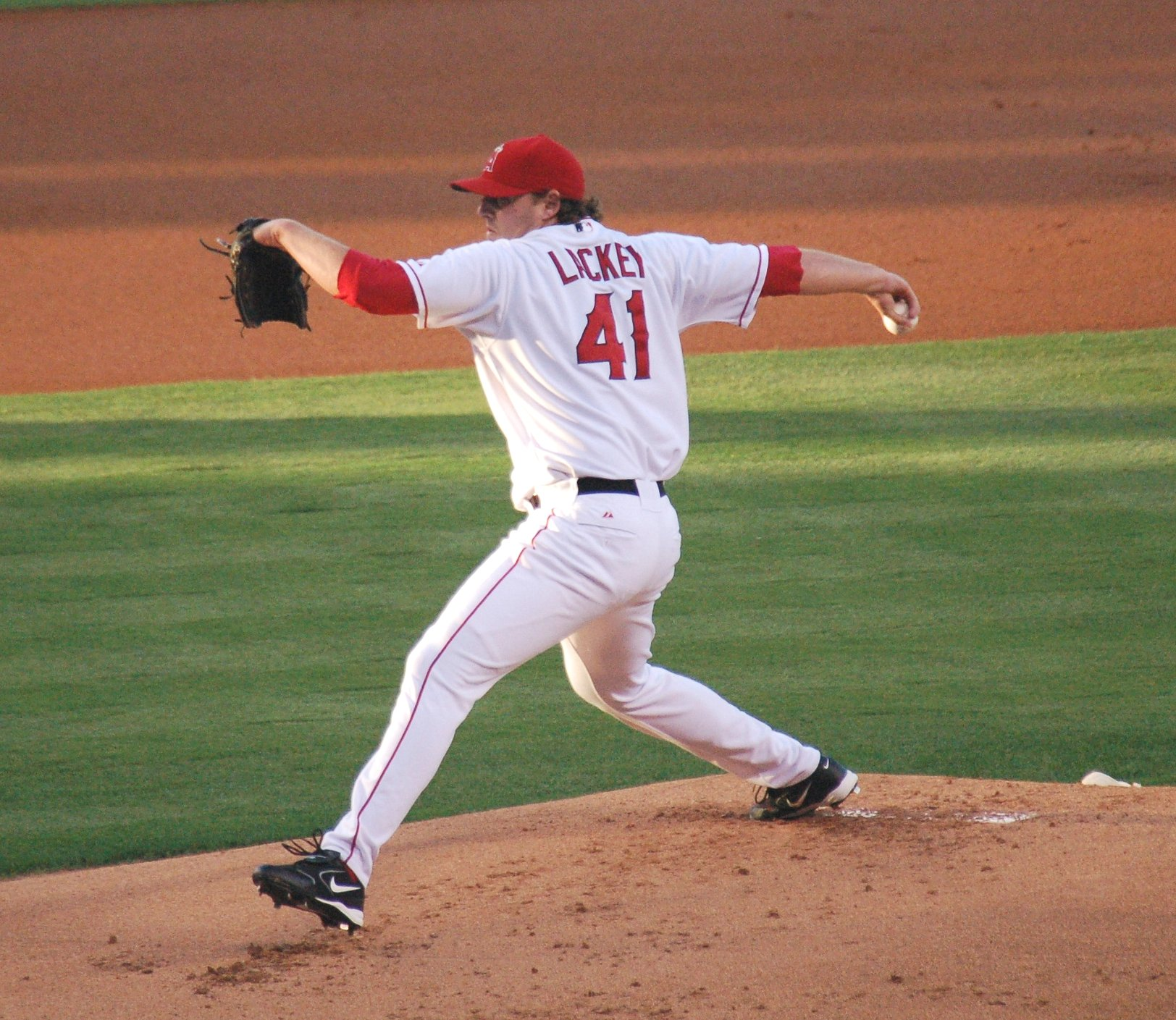
2006年，於洛杉磯安那罕天使時期。

他在1999年的選秀會中，被安納罕天使隊在第二輪（第68順位）選中。他在菜鳥級（RookieLevel）柏伊斯老鷹（Boise Hawks）展開他的職業生涯，並留下了6勝2敗，防禦率4.98的成績。
2000年，分別在1A洋杉激流市麥子（Cedar Rapids Kernels），高階1A艾爾斯諾爾湖市風暴（Lake Elsinore Storm），以及3A艾里市海狼（Erie SeaWolves）度過。因為他快速的在小聯盟層級中往上晉升，他獲選為2000年的天使隊小聯盟最佳投手的頭銜。他在這三個地方合計留下了15勝9敗，防禦率3.15的成績。
2001年的球季，他從2A阿肯色旅行者出發，並在7月時晉升到3A鹽湖城蜜蜂。但是，他在那裡遇到了一些麻煩，在3A留下了3勝4敗，防禦率6.71的成績。
2002年，雷基恢復了身手，留下了8勝2敗，防禦率2.57的成績，並獲選為太平洋海岸聯盟（Pacific Coast League）的最佳投手新秀（Best Pitching Prospect）頭銜。
他在6月24日的時候升上了大聯盟，並且第一次在大聯盟出場，以先發投手的身分對上德州遊騎兵。投完這場比賽，他又被降回3A。
6月28日，他又回到了大聯盟，並且取代了Al Levine的位置。
6月30日，他取代了Scott Schoeneweis的位置，成為天使投手輪職（rotation）中的一員，並且在高速公路大戰對抗洛杉磯道奇時，拿下了生涯的第一勝。拉基在9月26日對遊騎兵的重要勝利，也帶領天使隊獲得了美聯外卡。
當拿到了這張外卡的同時，天使也展開了他們在2002年季後賽的旅程，在美國聯盟分區系列賽中（ALDS），對上令人恐懼的紐約洋基。雷基在第三戰登場，這也是他生涯第一次的後援以及第一次的季後賽登板。在這場天使以9比6逆轉洋基的比賽中，雷基掉了兩分的自責分。他在美國聯盟冠軍賽的第四戰，主投七局，只被敲出３隻安打，並三振七名打者的好表現，打敗了明尼蘇達雙城，獲得了他生涯季後賽的第一勝。
當天使在系列賽的第五戰打敗雙城後，他們獲得了隊史上第一個美國聯盟冠軍的頭銜，並且第一次進入世界大賽。當第二戰的先發投手凱文·埃皮爾只投了兩局多一些就被換下時，拉基臨危受命上場投了兩局，被敲出兩支安打，掉了2分。最終天使以11比10打敗了舊金山巨人，雷基無關勝敗。他在系列賽的第四戰先發，投了前四局沒有失分，但之後他被敲出三隻安打，掉了三分的自責分。最後天使輸了這場比賽，雷基無關勝敗。
但是，雷基在2002年10月27日，世界大賽的第七場比賽中，成為了天使球迷的大英雄。雷基在五局的投球中，只被敲出4隻安打，失掉1分自責分，並且三振了4個打者，帶領天使在比賽的前段就取的4比1的領先。接下來由他們的"強力牛棚三重奏"（Dominant Bullpen
Trio）-Brendan Donnelly，法蘭西斯科·羅德里奎茲以及特洛依·帕西佛接手，守住了他們的第一個世界大賽冠軍。雷基成為史上唯二在世界大賽第七戰先發並且贏球的菜鳥投手，另一位是1909年匹茲堡海盜的貝比·亞當斯。
雷基在第二年的生涯遇到了一些麻煩，留下了10勝16敗，防禦率4.63的成績，並且在被安打數，防禦率以及暴投上留下全隊最高的記錄。
2004年，雷基的表現回穩，投出了14勝13敗，防禦率4.67的成績，並幫助了天使隊拿到自1986年以來第一個分區冠軍。
2005年球季，雷基變的更加的成熟，在36場先發中，有30場至少投滿了6局，留下14勝5敗，防禦率3.44的成績。他在每九局三振人數（strikeouts per 9 innings）中，以8.6次的成績名列第二，也在三振數（strikeouts）上以199次名列第三。但是他依然保持了他狂野的本性：他在暴投榜上高居聯盟第三位。
在2005年的賽揚獎得主巴特羅·柯隆被放入傷兵名單後，雷基臨危受命成為2006年球隊的王牌投手，球隊的總教練麥克·梭夏指定他成為明星賽後球隊的一號投手。在2006年7月7日對奧克蘭運動家的比賽，在第一局被第一棒Mark Kotasy打出了二壘安打後，連續解決了接下來的27位打者。從2006年7月2日開始，他投出生涯新高的連續30又2/3局沒有失分，直到2006年7月19日被克里夫蘭印地安人的Ben Broussard在第五局打出全壘打終止。之後他獲選為2006年7月美國聯盟的最佳投手（American League Pitcher of the Month）。

### 波士頓紅襪

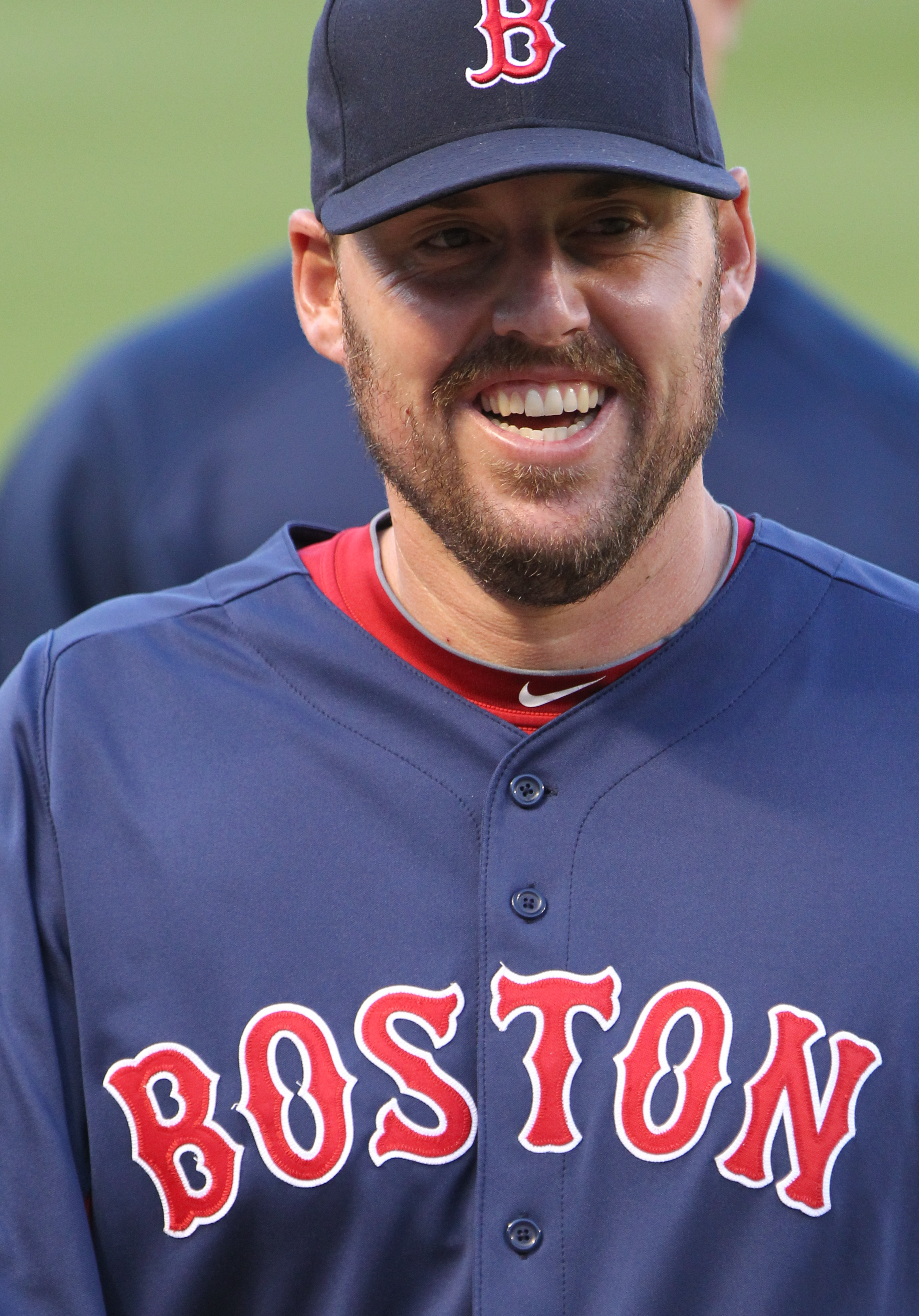
2011年，於波士頓紅襪時期。

2009年12月14日，雷基和波士頓紅襪簽下5年8250萬美金的合約。

### 聖路易紅雀

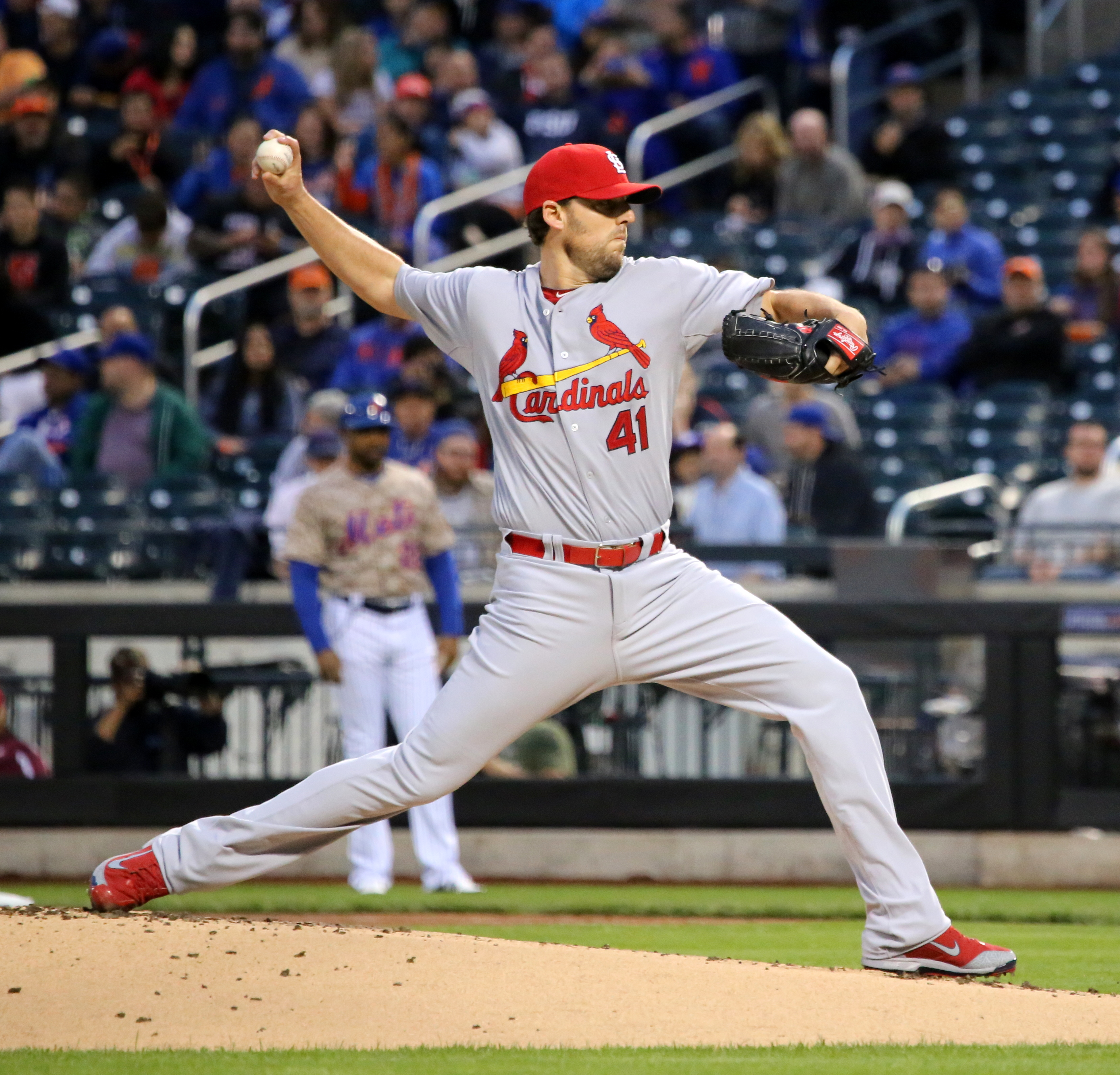
2015年，於聖路易紅雀時期。

2014年7月31日，紅襪將雷基送到紅雀。

### 芝加哥小熊
2015年12月9日，小熊以2年3200萬美元簽下資深投手雷基，擔任阿里耶塔、喬恩·萊斯特後的第3號先發。由於雷基拒絕合格報價，小熊付出2016年首輪第28順位選秀權給紅雀。
2016年4月19日，雷基主投七局、挨4安，11K、無失分，還在7局上半敲出一支1分打點一壘安打，率領小熊5:0完封紅雀。雷基成為大聯盟史上第16位，對戰大聯盟30支球團都有勝投紀錄的投手。

## 職棒生涯成績
| 年度 | 球隊   | 防禦率 | 投球局數 | 勝場 | 敗場 | 救援成功 | 出場數 | 奪三振 | 四死 | 完投 | 完封 | 被安打 | 被全壘打 | WHIP |
| 2002 | 天使隊 | 3.66   | 108.1    | 9    | 4    | 0        | 18     | 69     | 33   | 1    | 0    | 113    | 10       | 1.35 |
| 2003 | 天使隊 | 4.63   | 204      | 10   | 16   | 0        | 33     | 151    | 66   | 2    | 2    | 223    | 31       | 1.41 |
| 2004 | 天使隊 | 4.67   | 198.1    | 14   | 13   | 0        | 32     | 144    | 60   | 1    | 0    | 215    | 22       | 1.39 |
| 2005 | 天使隊 | 3.44   | 209      | 14   | 5    | 0        | 33     | 199    | 71   | 1    | 0    | 208    | 13       | 1.34 |
| 2006 | 天使隊 | 3.56   | 217.2    | 13   | 11   | 0        | 33     | 190    | 72   | 3    | 2    | 203    | 14       | 1.26 |
| 2007 | 天使隊 | 3.01   | 224      | 19   | 9    | 0        | 33     | 179    | 52   | 2    | 2    | 219    | 18       | 1.21 |
| 2008 | 天使隊 | 3.75   | 163.1    | 12   | 5    | 0        | 24     | 130    | 40   | 3    | 0    | 161    | 26       | 1.16 |
| 2009 | 天使隊 | 3.83   | 176.1    | 11   | 8    | 0        | 27     | 139    | 47   | 1    | 1    | 177    | 17       | 1.27 |
| 2010 | 紅襪隊 | 4.60   | 176.0    | 12   | 8    | 0        | 27     | 121    | 64   | 0    | 0    | 201    | 16       | 1.51 |
| 合計 | 10年   | 3.90   | 1677     | 114  | 79   | 0        | 260    | 1322   | 505  | 14   | 8    | 1720   | 167      | 1.33 |

## 外部連結
- 球員資訊和成績在MLB，ESPN，Baseball-Reference，Fangraphs，The Baseball Cube（英文）